# Pornogrind
A pornogrind más néven porngrind, porno-grind, vagy porn grind egy zenei stílus, a grindcore egyik alműfaja. Az ebbe a műfajba sorolt dalok szövegei szexuális és pornográf témákkal foglalkoznak.

## Műfaji jellemzők

### Hangszerelés
Jellemző a szinte már torzulásig lehangolt gitár, a mély basszus. A dobokat gyakran tompán, kolompszerűen szólaltatják meg, mintha a zenész egy fémhordón játszana. Ezt a pergő rugóinak ellazításával és a bőr megfeszítésével érik el.  Gyakori a dobgép használata is.

### Egyéb jellemzők
A műfaj stílusjegyei közé tartozik a pornográf szövegvilág, albumborítók és az obszcén számcímek.

## Zenekarok

### Külföldi zenekarok
- Cock and Ball Torture
- Gonorrhea Pussy
- Gut (német)
- Spasm
- Anus Tumor
- Meat Shits
- Spermswamp
- Cryptosporidium
- Torsofuck
- Spermtomitosis
- Rompeprop
- Carnal Diafragma (korábban)

### Magyar zenekarok
- Vaginal Reflux
- Radikális Amputáció
- Gecinyelő
- Cunt Blasting
- Gonococcus
- Vile Disgust
- Genetikai Hulladék
- Pussycock Balls
- Clitoris Amputator

## Fordítás
Ez a szócikk részben vagy egészben  a   Pornogrind című angol Wikipédia-szócikk fordításán alapul.  Az eredeti cikk szerkesztőit annak laptörténete sorolja fel. Ez a jelzés csupán a megfogalmazás eredetét és a szerzői jogokat jelzi, nem szolgál a cikkben szereplő információk forrásmegjelöléseként.